# Вечно обичащи се
Вечно обичащи се (на испански: Eternamente amándonos) е мексиканска теленовела, режисирана от Силвия Торт и Родриго Качеро и продуцирана от Силвия Кано за ТелевисаУнивисион през 2023 г. Версията, разработена от Росана Куриел, Сесилия Пинейро и Хуан Пабло Балкасар, е базирана на турския сериал Завинаги, създаден от Тешрик и Месай през 2017-2019 г.
В главните роли са Алехандра Роблес Хил, Маркус Орнелас и Диана Брачо, а в отрицателните – Ана Берта Еспин, Хуан Мартин Хауреги, Хема Гароа и Хулия Урбини.

## Сюжет
Паула Бернал и Рохелио Итурбиде, двама души с много различни животи, мигновено се влюбват при срещата си и се женят, без да уведомят семейството на Рохелио, особено матриарха на семейството Мартина Ранхел. Когато Паула пристига в дома на Итурбиде, нейните идеи и начин на живот се сблъскват с тези на Мартина, известна на всички като „монарха на Морелия“, манипулативна жена, свикнала да контролира обкръжението си. Мартина е пожертвала щастието си, за да следва обичаите на обществото на Морелия и чувствайки се застрашена, обявява война на Паула. 

## Актьори
- Диана Брачо – Мартина Ранхел де Итурбиде
- Маркус Орнелас – Рохелио Итурбиде Ранхел
- Алехандра Роблес Хил – Паула Бернал
- Омар Фиеро – Пако Медина
- Росана Нахера – Ерика Малдонадо
- Хуан Мартин Хауреги – Игнасио Кордеро
- Давид Каро Леви – Марко Итурбиде
- Хулия Урбини – Андреа Гарибай
- Аранча Руис – Сесилия Ескутия
- Ана Берта Еспин – Ирма Рувалкаба
- Алехандра Лей – Фелипа Контрерас
- Далила Поланко – Ева Гомес
- Франсиско Писаня – Фернандо Итурбиде
- Валентина Бусуро – Бланка Ортис
- Сантяго Сентено – Мелитон Пачеко
- Патрисио Хосе Кампос – Луис Итурбиде
- Хема Гароа – Имелда Кампос
- Ото Сирго – Габриел Гарибай
- Алфредо Гатика – Фидел Фуентес
- Клаудия Риос – Микаела Корнехо
- Фермин Мартинес – Онорио Гонсалес
- Ева Даниела – Мартина (млада)

## Премиера
Премиерата на Вечно обичащи се е на 27 февруари 2023 г. по Las Estrellas. Последният 120 епизод е излъчен на 11 август 2023 г.
| Година | Излъчване              | Брой епизоди | Премиера         | Премиера         | Финал          | Финал            |
| Година | Излъчване              | Брой епизоди | Дата             | Рейтинг (в млн.) | Дата           | Рейтинг (в млн.) |
| ------ | ---------------------- | ------------ | ---------------- | ---------------- | -------------- | ---------------- |
| 2023   | понеделник-петък 16:30 | 120          | 27 февруари 2023 | 5.6              | 11 август 2023 | -                |

## Продукция
Снимките на теленовелата започват на 28 ноември 2022 г., а на 8 декември е отслужена литургия за началото на записите във форум 1 на Телевиса Сан Анхел. Записите в локация започват на 13 декември 2022 г., южно от град Мексико.

### Избор на актьорски състав
На 21 октомври 2022 г. е обявено, че кандидатките за главната женска роля са Алехандра Роблес Хил, Мишел Рено и Изабел Бур. На 24 ноември 2022 г. Алехандра Роблес Хил и Маркус Орнелас са потвърдени като главни герои в теленовелата. Останалата част от актьорския екип, включително Диана Брачо като главния злодей, е потвърдена на 14 декември 2022 г.

## Версии
- Завинаги (2017-2019), турски сериал, създаден от Тешрик и Месай, с участието на Йозджан Дениз и Аслъ Енвер.